# ルイス・I・カーン

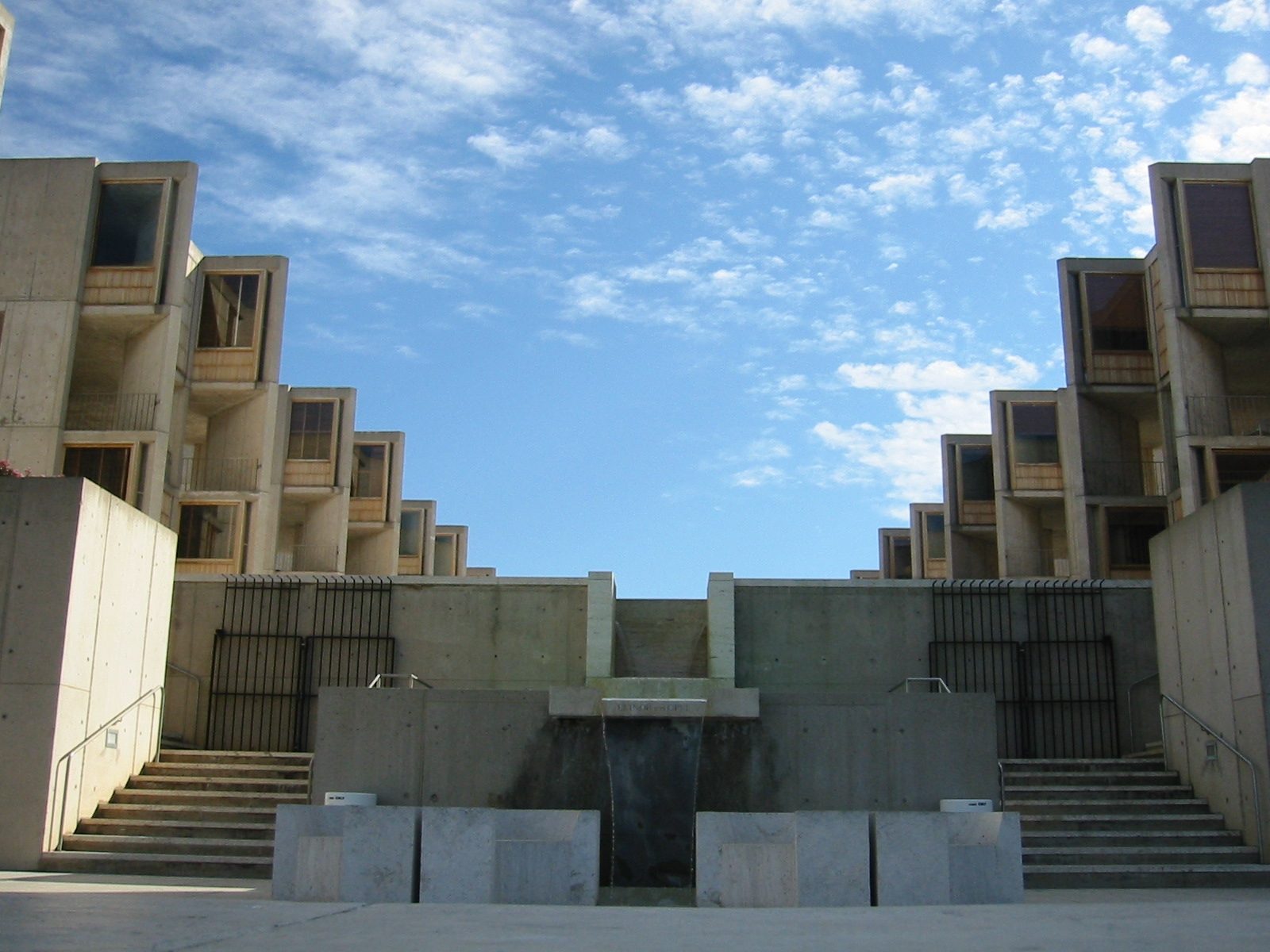
ソーク研究所

ルイス・イザドア・カーン（Louis Isadore Kahn, 1901年2月20日 - 1974年3月17日）は、エストニア系アメリカ人建築家。20世紀を代表する都市計画家の一人であり、いくつかの大学で講義した。
その活動の主眼は、公共建築で、ブルータリズム（野獣主義）の代表者の1人でもある。日本の書籍・資料ではルイス・カーンと表記されることが多い。ルイ・カーンとも。

## 生涯

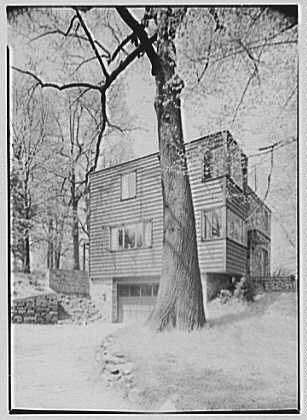
ジェシー・オーザー夫妻邸 1940-1942

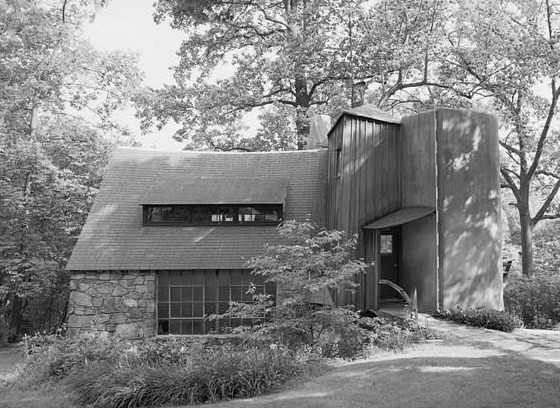
ワートン・エシュリック・ワークショップ （増築）1955-1956

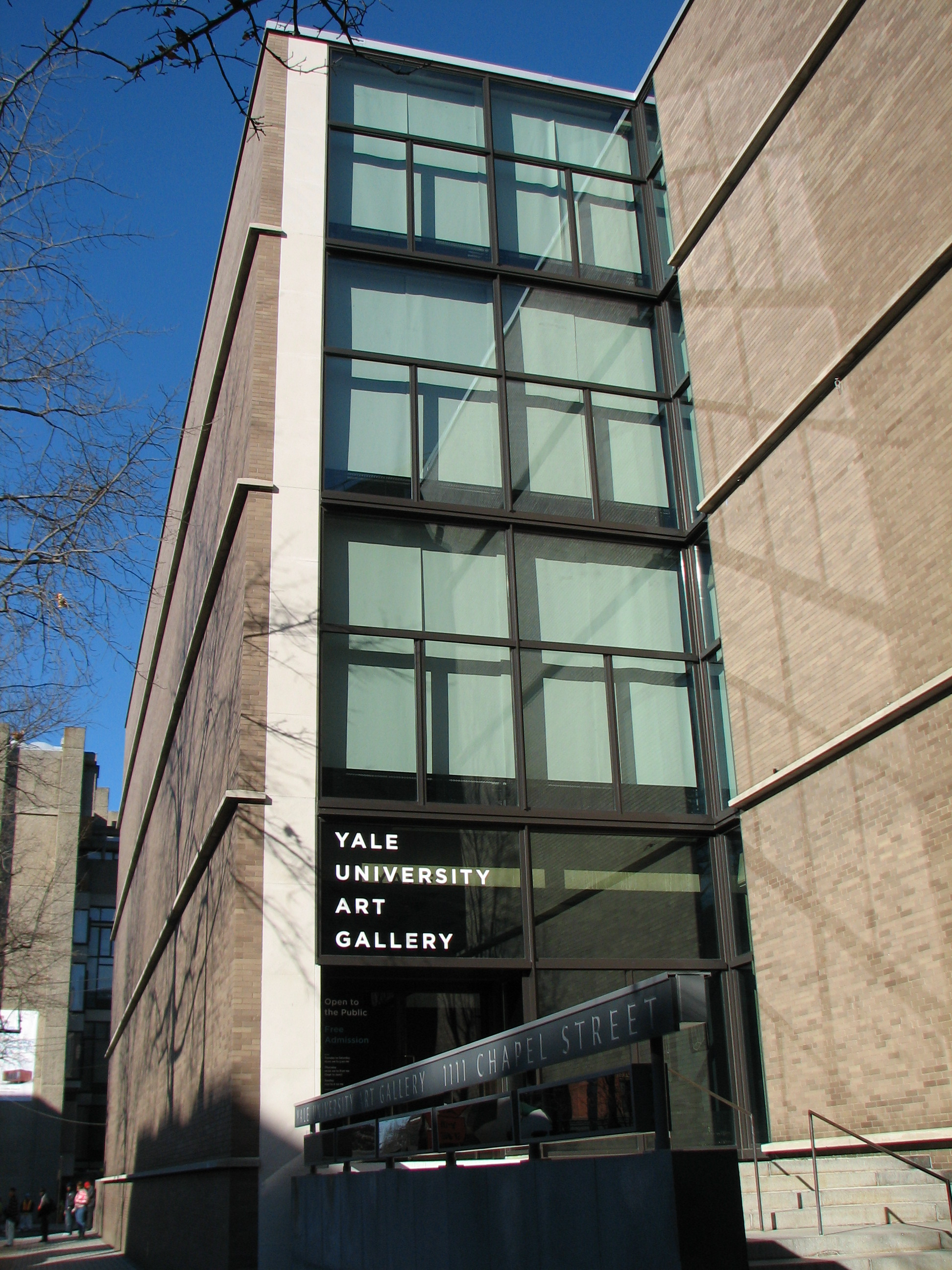
イエール大学アートギャラリー

1901年、ロシア帝国（当時）のエストニア地方サーレマー島クレサーレで、ユダヤ人の父レオポルドと、同じくユダヤ人の母ベルサとの間に、2男1女の長男として生まれる（1902年生まれという説もある）。1904年、レオポルトが職を得て単身アメリカに移住すると、1906年に家族も続いて渡米し、一家はフィラデルフィアに定住した。しかし家計は貧しく、ルイも映画館でオルガンを弾きながら家族を支えたという。1914年に家族とともにアメリカに帰化し、翌年名前をそれまでのイツェ＝レイブ・シュムイロフスキー（Itze-Leib Schmuilowsky）から、ルイス・イザドア・カーン（Louis Isadore Kahn）に変えた。
1921年、ペンシルベニア大学美術学部建築学科に入学し、フランス人建築家ポール・クレの下で学ぶ。1924年に同大学を卒業すると、ジョン・モリトールの事務所に製図工として勤務した。1926年のフィラデルフィア万国博覧会に際し、ジョン・モリトール事務所の首席デザイナーに就任して、6つの建物を設計する。その後、ウィリアム・リーの事務所に移り、1年ほど勤めた後に職を辞すると、いわゆるグランド・ツアーとしてヨーロッパへの旅に出、イギリス、ドイツ、北欧、オーストリア、イタリア、フランスを1年ほどかけて回って、フィラデルフィアに戻った。そして、大学時代の恩師ポール・クレの事務所で職を得る。
1930年、ペンシルベニア大学に勤めていた神経外科学科の助手エスター・イスラエリと結婚。一見順風満帆のように見えたが、1929年に起こった世界大恐慌の影響で、クレの事務所の仕事が無くなったため、クレの事務所を辞した。その後クレの友人の事務所に職を得るが、こちらも恐慌のあおりで仕事は少なく、1932年には仕事を失った。その後の4年間はほぼ失業状態であったが、友人の建築家たちと共同で住宅公社に対して公共住宅の提案を行ったり、友人の家の改装を行ったりして過ごす。1935年、自らの建築設計事務所を開き、居住建築プロジェクトを立ち上げると、同年、建築家のアルフレッド・カストナーの誘いでニューヨークに行き、アメリカ合衆国再定住局の助任建築家としてローコストの公共住宅の設計に携わった。
その後、フィラデルフィアに戻るが仕事は少なく、ワシントンで知り合った建築家のヘンリー・クラムと共に、鉄骨造によるプレファブ住宅の研究に勤しんだ。1937年、公共事業による住宅建設の機運が強まると、アメリカ合衆国住宅局、フィラデルフィア住宅局が相次いで設立され、早くから公共住宅の問題に取り組んでいたカーンはその実績を認められて、フィラデルフィア住宅局顧問建築家になる。1939年にはアメリカ合衆国住宅局顧問建築家にも就任。
しかしながら当時、不動産業者や地域住民の反対を受けて、公共住宅の供給に対して依然として消極的であった地元議会との対応に苦慮したカーンは、自らブックレットの製作や展覧会への参加を通じ、都市計画の面からのアプローチなど様々な方向から、公共住宅の供給の重要性を繰り返し訴えざるを得なかった。その後これらの活動が実を結んで、多くの団体の支援を受け、建築家のジョージ・ハウやオスカー・ストロノフと協力しながら、公営の労働者住宅および戦時住宅の設計に従事した。
1940年代から1950年代にかけて、ノーストライアングルエリア開発（1946年 - 1948年）、フィラデルフィア・エキビジョン（1947年）、トラフィック・スタディース（1951年 - 1953年）、シティ・タワー（1952年 - 1957年）、ミル・クリーク（1951年 - 1952年）、ペン・センター（1951年 - 1958年）、シビック・センター（1956年 - 1957年）、マーケット・ストリート・イースト計画（1961年 - 1962年）など、フィラデルフィアの都市計画プロジェクト・交通スタディに関わった。
1947年〜1957年の10年間、イエール大学で非常勤講師として教鞭を執った機縁で、1951年、イエール大学アートギャラリーの設計を依頼される。1957年〜1974年 フィラデルフィアのペンシルベニア大学に移ると、ペンシルベニア大学リチャーズ医学研究棟で建築界の注目を集め、アーキテクトとしての事実上のデビューを果たすことになった。
1974年、インドのアーメダバードからの帰途、ニューヨークのペンシルベニア駅の男性用トイレで心臓発作のため亡くなり、数日後発見された。73歳だった。

## 業績

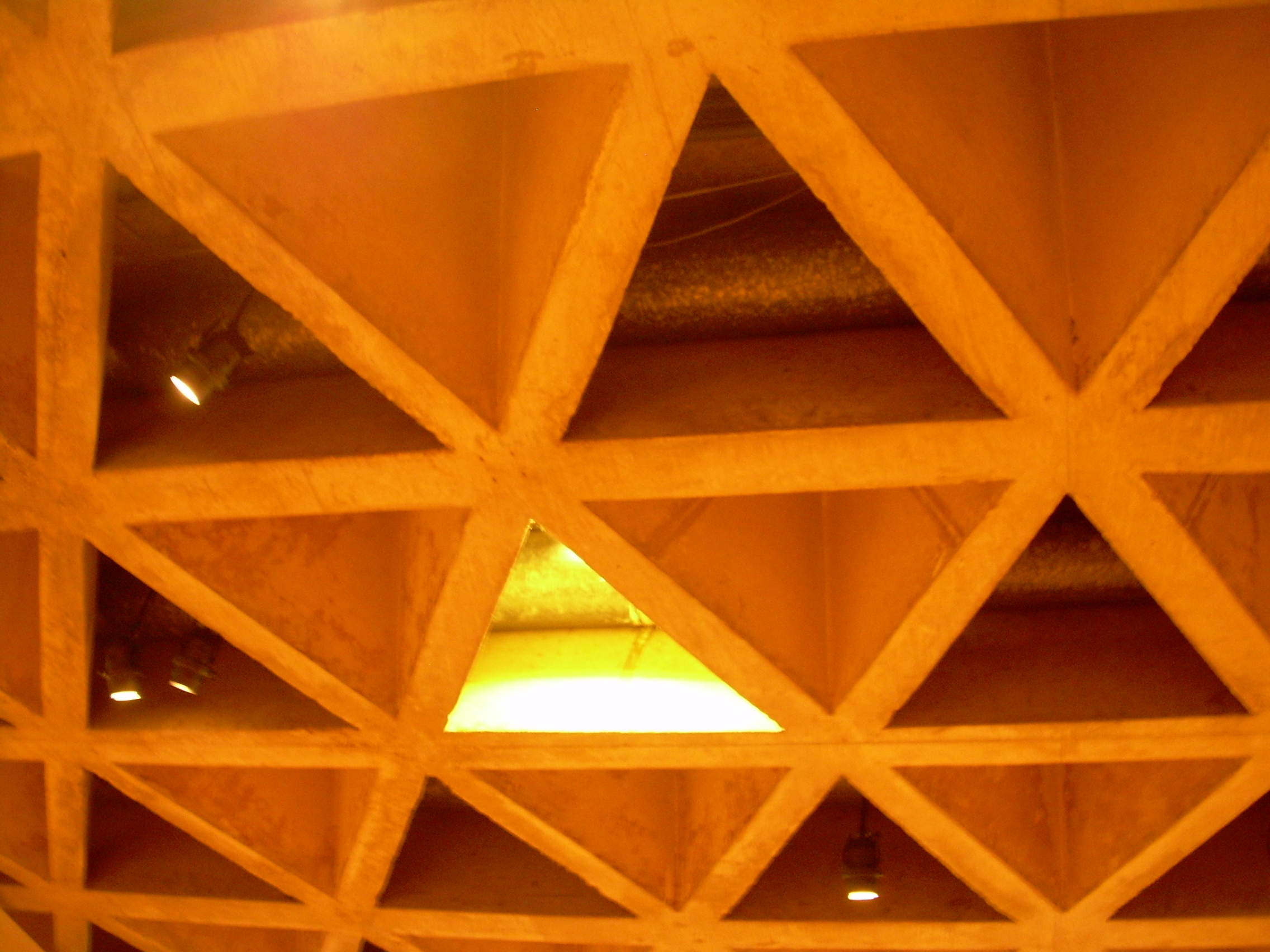
イエール大学アートギャラリー 天井

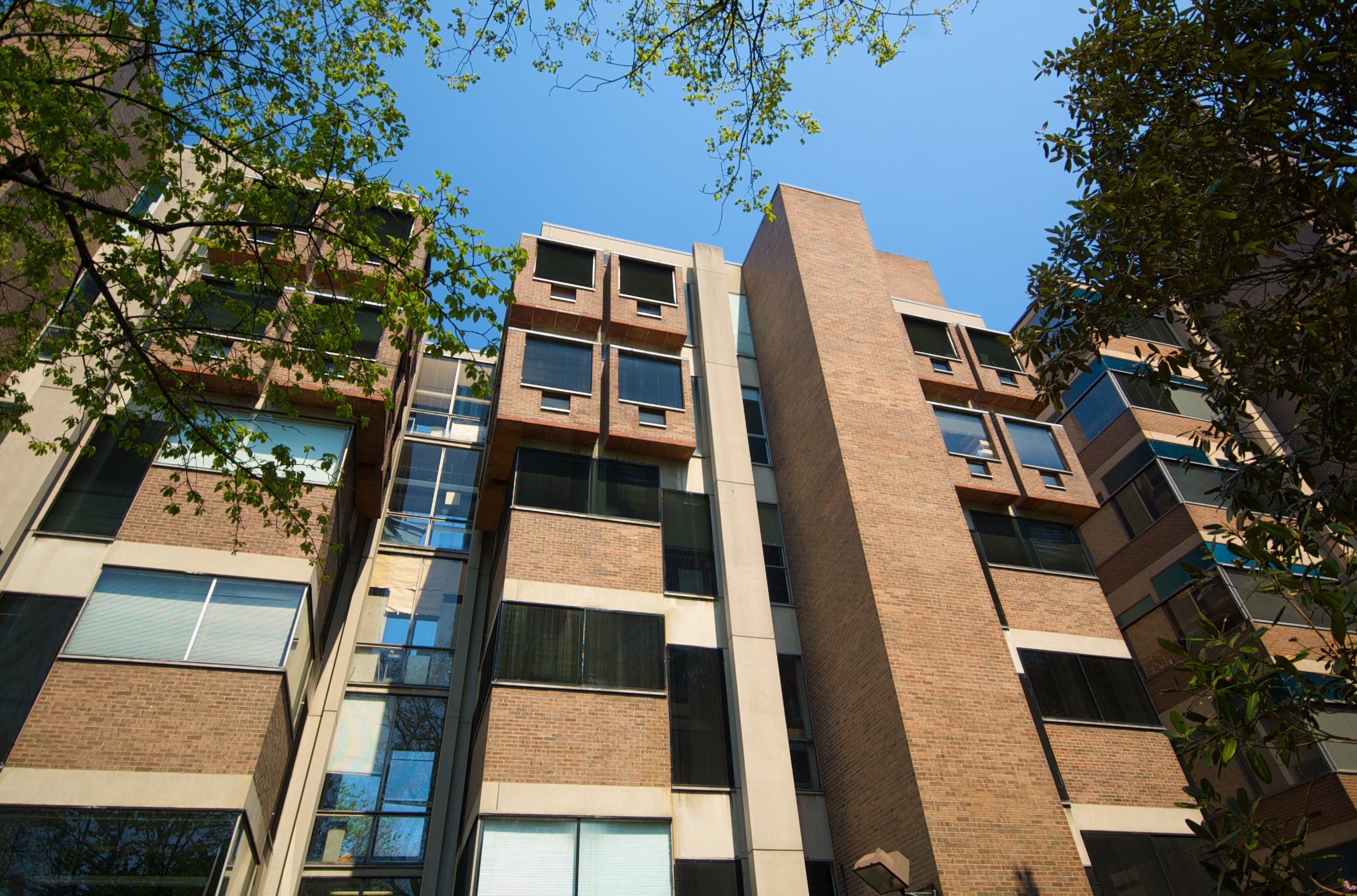
ペンシルベニア大学リチャーズ医学研究棟

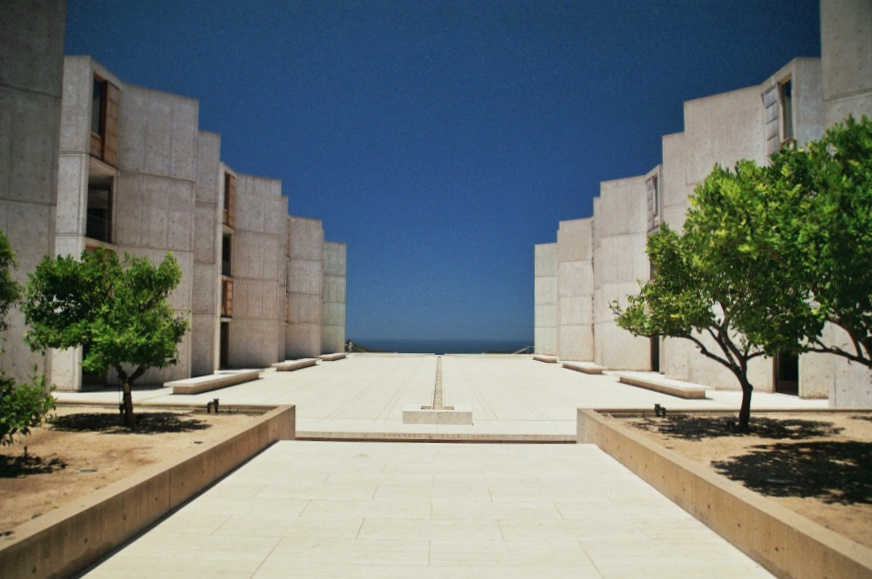
ソーク研究所

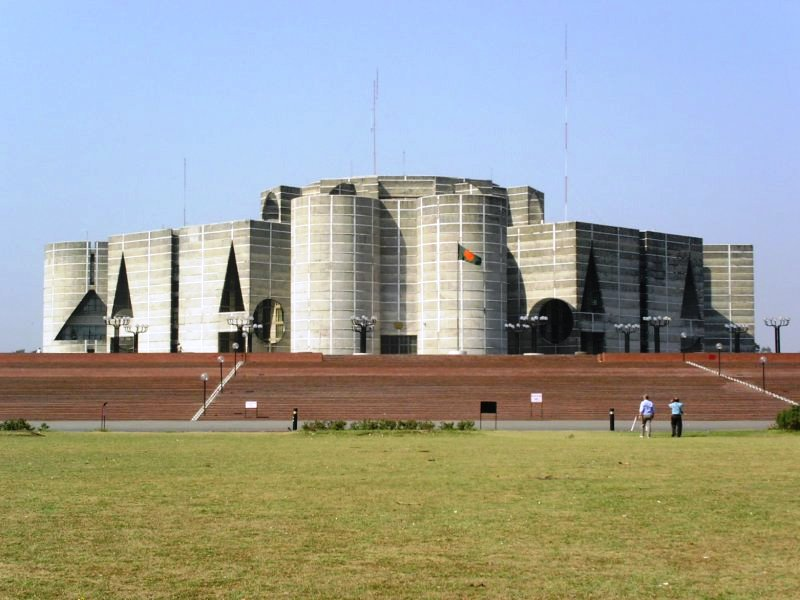
バングラデシュ国会議事堂

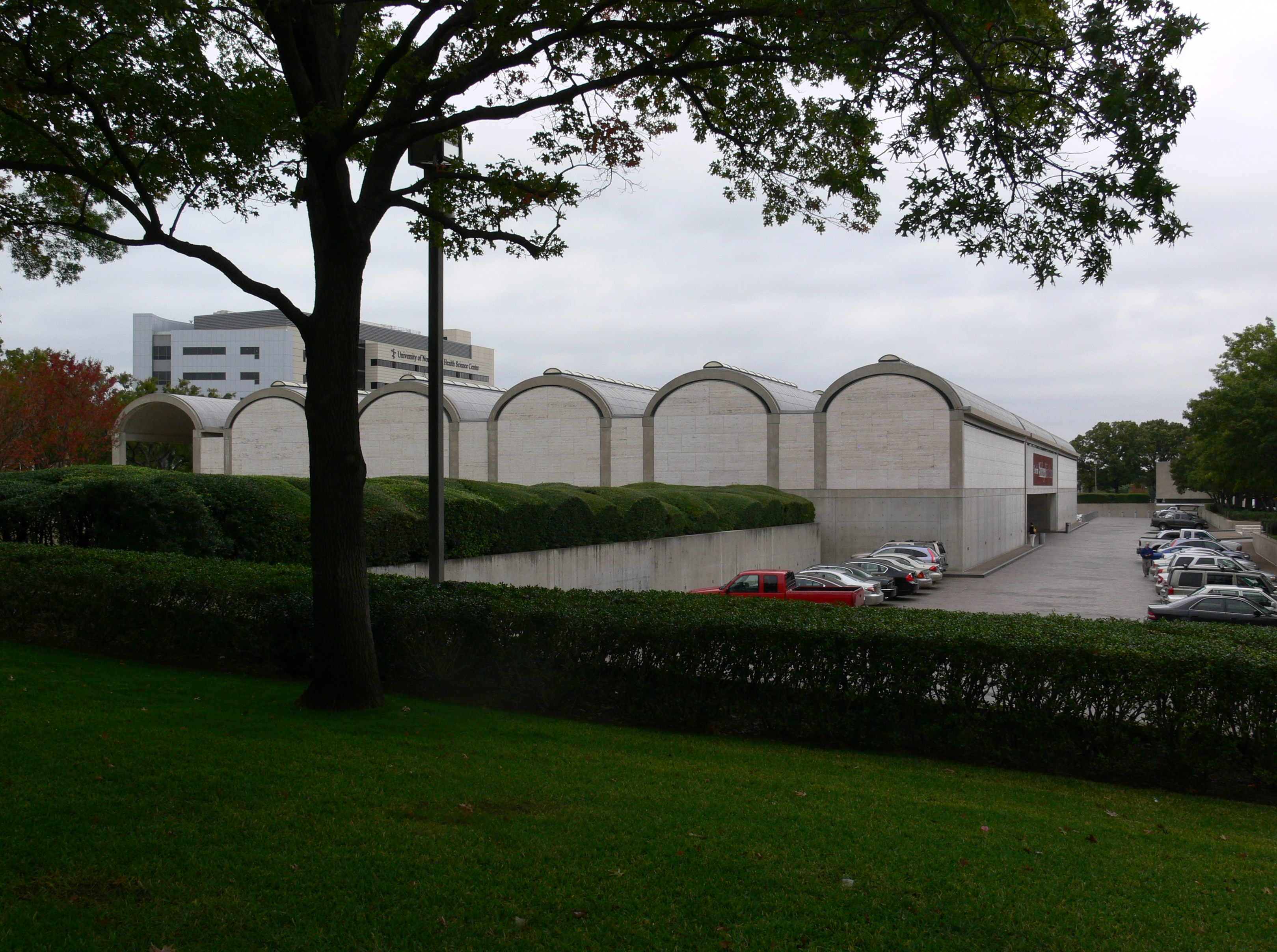
キンベル美術館

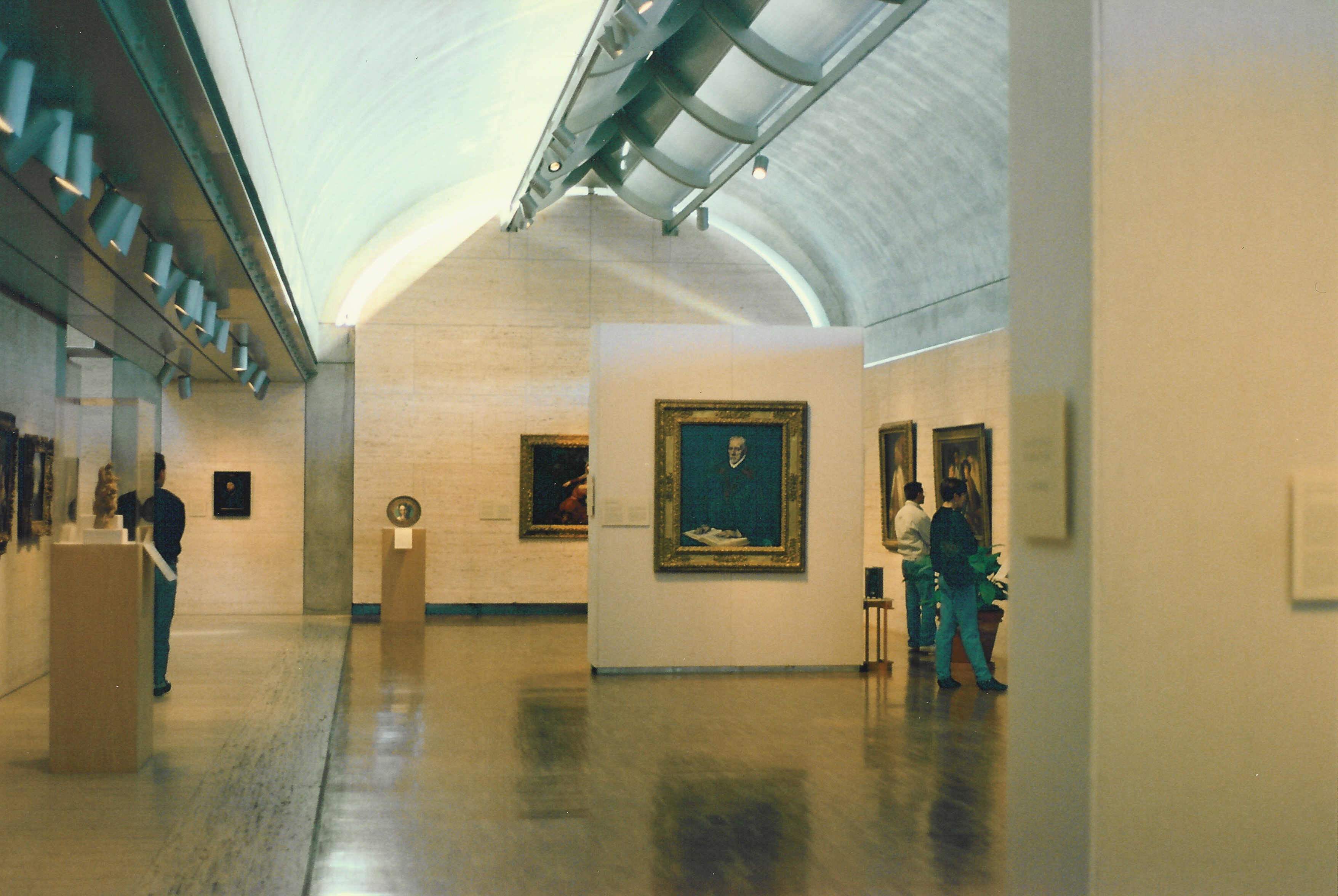
キンベル美術館 内部

カーンは、しばしば最後の巨匠と呼ばれる。それは、構造と意匠が高度な必然性の高みで融合し、その精神性を専門家だけでなく、広く一般にまで感受させることのできた建築を作り続けた最後の建築家と考えられているからである。
カーンは最初、ローコストの公共住宅などを手がけ、イエール大学アートギャラリーで初めてチャンスを得た。従来の架構法に代えて、構造スラブに四角錐のグリッド・パターンによるスペース・フレームを採用することで、一見ブルータルな表情を見せているが、外観は素材と工法においてきわめてオーソドックスなモダニズム様式で設計されている。カーンは、建築素材の扱い方において慎重であり、素材はその本性に沿ってのみ扱われるべきだと信じていた。
ペンシルベニア大学リチャーズ医学研究棟で、彼の言うところの「サーブド・スペース（サポートされる機能空間）」と「サーバント・スペース（サポートする機能空間）」が試され、階段室、排気、給気ダクトが納められた4本のシャフトが鋭く起立するデザイン的完成度で建築界の注目を集めた。しかし、設備的完成度の未熟さもあり、その使い心地は悪かった。この経験を踏まえ、満を持して取り組んだのが、カリフォルニア州ラ・ホヤのソーク生物学研究所である。
ソーク生物学研究所は、ポリオ・ワクチンの開発で有名な細菌学者のジョナス・ソーク博士がリチャーズ医学研究棟を見て感銘を受け、「芸術家のピカソを招いてもいいような研究所を」という彼の肝いりで依頼されたものである。
リチャーズでは縦に割れていた「サーブド・スペース」と「サーバント・スペース」の関係性が、ここでは設備的には上下2層に分かれ、さらには共同作業を行う実験室と明確に分けられる形で、居住性に配慮した個人研究用の個室を、中庭に面して左右対称に、45度の角度で重なり合いながら横に張り出させている。そしてその外観を、明るい砂色のコンクリートに良くマッチした窓枠のチーク材の生成りの色合いとのツートーンで際立たせつつ、印象的なファサードを形作ることに成功した。
この印象的な中庭は、そのデザイン処理に最後まで悩んだカーンが、友人の建築家ルイス・バラガンにアドバイスを求めたことによって実現したものである。相談を受け現地に立ったバラガンは即座に「ここには何も置くべきではない。ただのプラザになるべきだ。そうすればここは空へのファサードになるだろう」と言い、カーンもまたすぐにそのデザイン意図を理解したという。カリフォルニアの明るい太陽の下、中庭の真ん中に穿たれた浅く細い水路の先に、広大な太平洋を望むランドスケープは、カーン建築のなかの嚆矢である。
以後、バングラデシュとインドで国家的プロジェクトに携わり、ダッカのバングラデシュ国会議事堂ではコンクリートと白大理石との組み合わせで、アーメダバードのインド経営大学ではレンガとの組み合わせで、資材と技術の払底した発展途上国にあっても十分にモダンでかつヴァナキュラーな（地方色豊かで風土的な）優れた建築を作り出せることを実証した。しかしながらカーンの作品の中での白眉といえば、テキサス州フォートワースに建つキンベル美術館であろう。
カマボコ形のコンクリート・ヴォールトの屋根を戴いた細長いユニットがおよそ3×6の配置で並べられた建物は、実業家で熱心な美術収集家であったケイ・キンベル夫妻の私的コレクションの為に計画された。サイクロイド曲線のヴォールト屋根の頂部にうがたれたトップライトからの自然光は、開口率50%のアルミ製パンチングメタルの反射板で受けとめられ、銀色の間接光で満たされて光輝くコンクリート打放しの天井面を作り出す。その柔らかな光は確かに、カーンが目指した構造から導き出される光によって空間を規定するという彼の理想をこの地上に現出させている。
打放しコンクリートを建築デザインとして用いたのは、フランスのオーギュスト・ペレが最初であるが、それをモダニズムの美学として発展させる取り組みは、日本が世界で最も早く、アントニン・レーモンドを経て、後に日本のお家芸と言われるまでになる。カーンのコンクリート打ち放しによる柱梁表現も、丹下健三の初期三部作（広島ピースセンター・旧東京都庁・香川県庁舎）に影響を受けたのではないかとする向きもあるが、その細部に至るまで緻密な表現は、構造エンジニアのオーギュスト・コマンダントの協力もあって、カーン独自の美学的完成度をみせている。
しかしながら、モダニズムの禁欲的な原則にのっとって、構造と素材が厳しく幾何学的形体として操作され、そのディテールの精度とプロポーションの確かさにもかかわらず、出来上がった時からもうすでにどこか廃墟の風情をたたえるカーンの建築は、しばしばアナクロニズム（時代錯誤）とも評される。荘厳にして冷ややかな、神亡き機械時代の神殿を築いたかのようでもある。
カーンはまた、哲学的な建築論でも知られ、その言葉はしばしば深淵で神学的な響きを帯びた。多くの弟子を育てあげており、日本人の建築家としては香山壽夫、新居千秋らがいる。

## 作品
| 名称                                          | 年              | 都市                     | 州県                 | 国             | 備考                 |
| --------------------------------------------- | --------------- | ------------------------ | -------------------- | -------------- | -------------------- |
| ジェシー・オーザー夫妻邸                      | 1940年 - 1942年 | エルキンス・パーク       | ペンシルベニア州     | アメリカ合衆国 |                      |
| イエール大学アート・ギャラリー                | 1951年 - 1953年 | ニューヘイブン           | コネチカット州       | アメリカ合衆国 |                      |
| ユダヤ・コミュニティーセンター                | 1954年 - 1959年 | ユーイング・タウンシップ | ニュージャージー州   | アメリカ合衆国 |                      |
| フレッド・E＆エレイン・コックス・クリヴァー邸 | 1957年 - 1962年 | チェリーヒル             | ニュージャージー州   | アメリカ合衆国 |                      |
| ペンシルベニア大学リチャーズ医学研究棟        | 1957年 - 1965年 | フィラデルフィア         | ペンシルベニア州     | アメリカ合衆国 |                      |
| トリビューン・レヴュー・ビルディング          | 1958年 - 1962年 | グリーンズバーグ         | ペンシルベニア州     | アメリカ合衆国 |                      |
| マーガレット・エシェリック邸                  | 1959年 - 1961年 | フィラデルフィア         | ペンシルベニア州     | アメリカ合衆国 |                      |
| ソーク生物学研究所                            | 1959年 - 1965年 | サンディエゴ             | カリフォルニア州     | アメリカ合衆国 |                      |
| ファースト・ユニタリアン教会                  | 1959年 - 1969年 | ロチェスター             | ニューヨーク州       | アメリカ合衆国 | [ 31 ]               |
| フォートウェインの劇場                        | 1959年 - 1973年 | フォートウェイン         | インディアナ州       | アメリカ合衆国 |                      |
| ブリンモア大学エルドマン・ホール              | 1960年 - 1965年 | ブリンマー               | ペンシルベニア州     | アメリカ合衆国 |                      |
| ノーマン・フィッシャー邸                      | 1960年 - 1967年 | ハットボロ               | ペンシルベニア州     | アメリカ合衆国 |                      |
| レヴィー記念公園計画                          | 1961年 - 1966年 | ニューヨーク             | ニューヨーク州       | アメリカ合衆国 | イサム・ノグチと協働 |
| インド経営大学                                | 1962年 - 1974年 | アフマダーバード         | グジャラート州       | インド         |                      |
| バングラデシュ国会議事堂                      | 1961年 - 1982年 | ダッカ                   | ダッカ県             | バングラデシュ |                      |
| フィリップ・エクスター・アカデミー図書館      | 1965年 - 1972年 | エクセター               | ニューハンプシャー州 | アメリカ合衆国 |                      |
| オリヴェッティ＝アンダーウッド工場            | 1966年 - 1970年 | ハリスバーグ             | ペンシルベニア州     | アメリカ合衆国 |                      |
| キンベル美術館                                | 1966年 - 1972年 | フォートワース           | テキサス州           | アメリカ合衆国 |                      |
| ベス-エル・シナゴーク                         | 1966年 - 1972年 | チャパクア               | ニューヨーク州       | アメリカ合衆国 |                      |
| ウォルフソン・センター                        | 1968年 - 1974年 | テルアビブ               | テルアビブ地区       | イスラエル     |                      |
| イエール大学英国美術研究センター              | 1969年 - 1974年 | ニューヘイブン           | コネチカット州       | アメリカ合衆国 |                      |
| スティーヴン・コーマン邸                      | 1971年 - 1973年 | フォートワシントン       | ペンシルベニア州     | アメリカ合衆国 |                      |
| ルーズベルト記念公園                          | 1973年 - 2012年 | ニューヨーク             | ニューヨーク州       | アメリカ合衆国 |                      |

Louis Kahn_GoogleMap

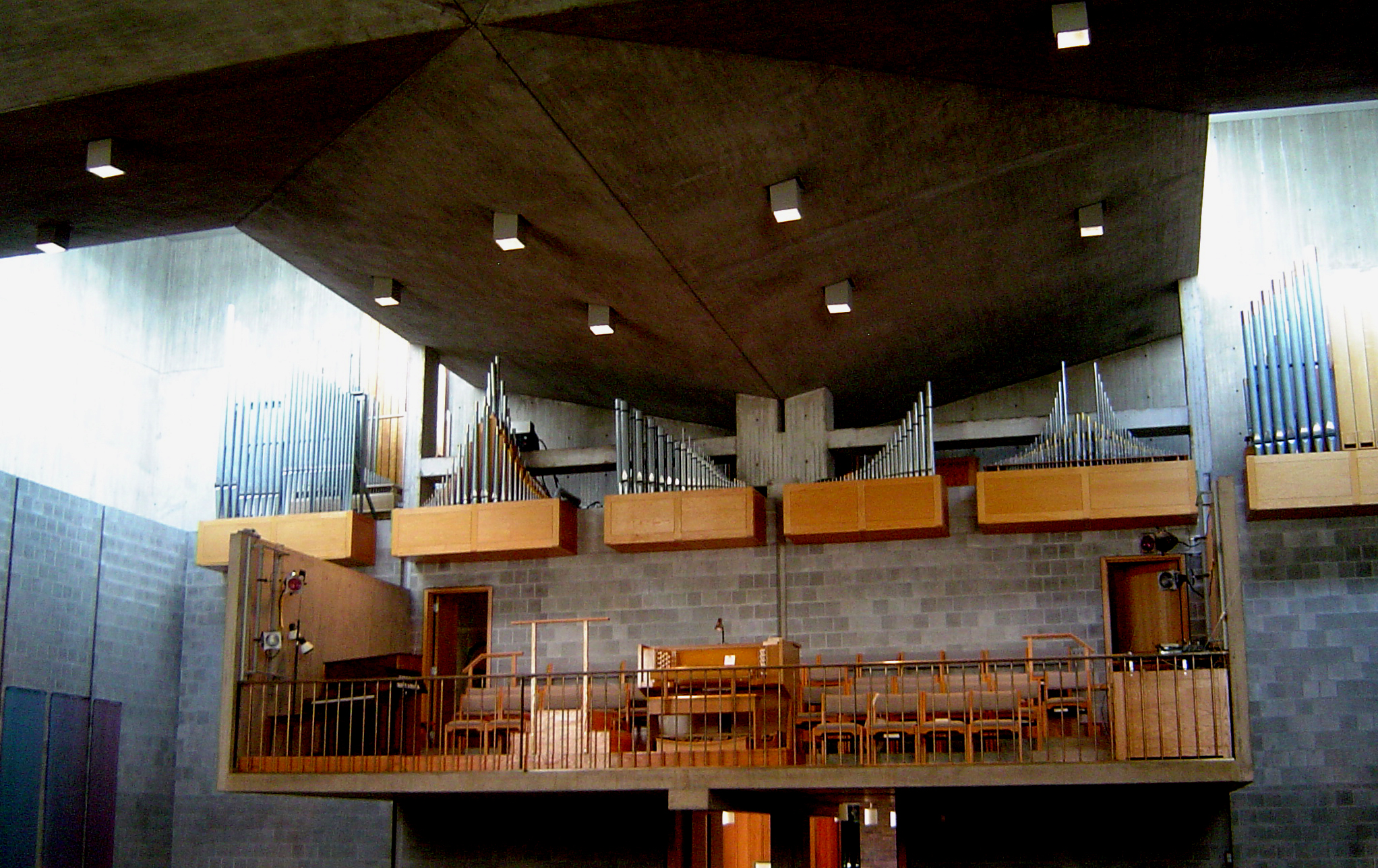
ファースト・ユニタリアン教会 内部
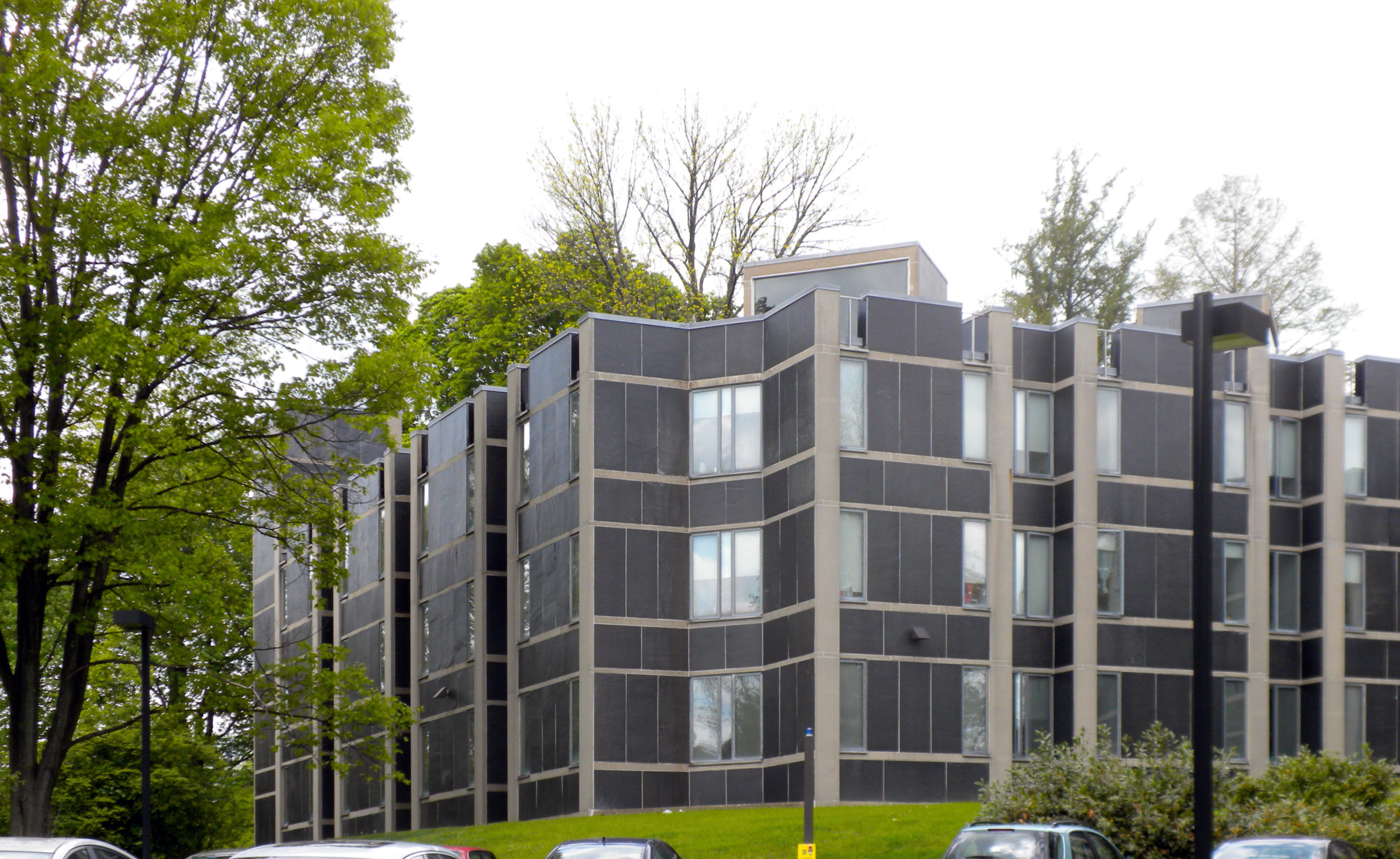
プリンモア大学エルドマン・ホール
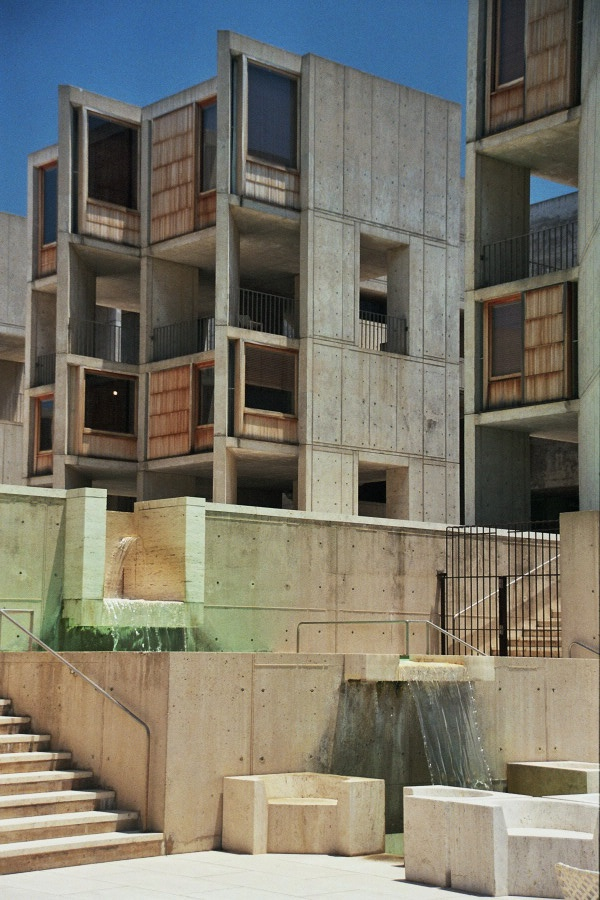
ソーク生物学研究所
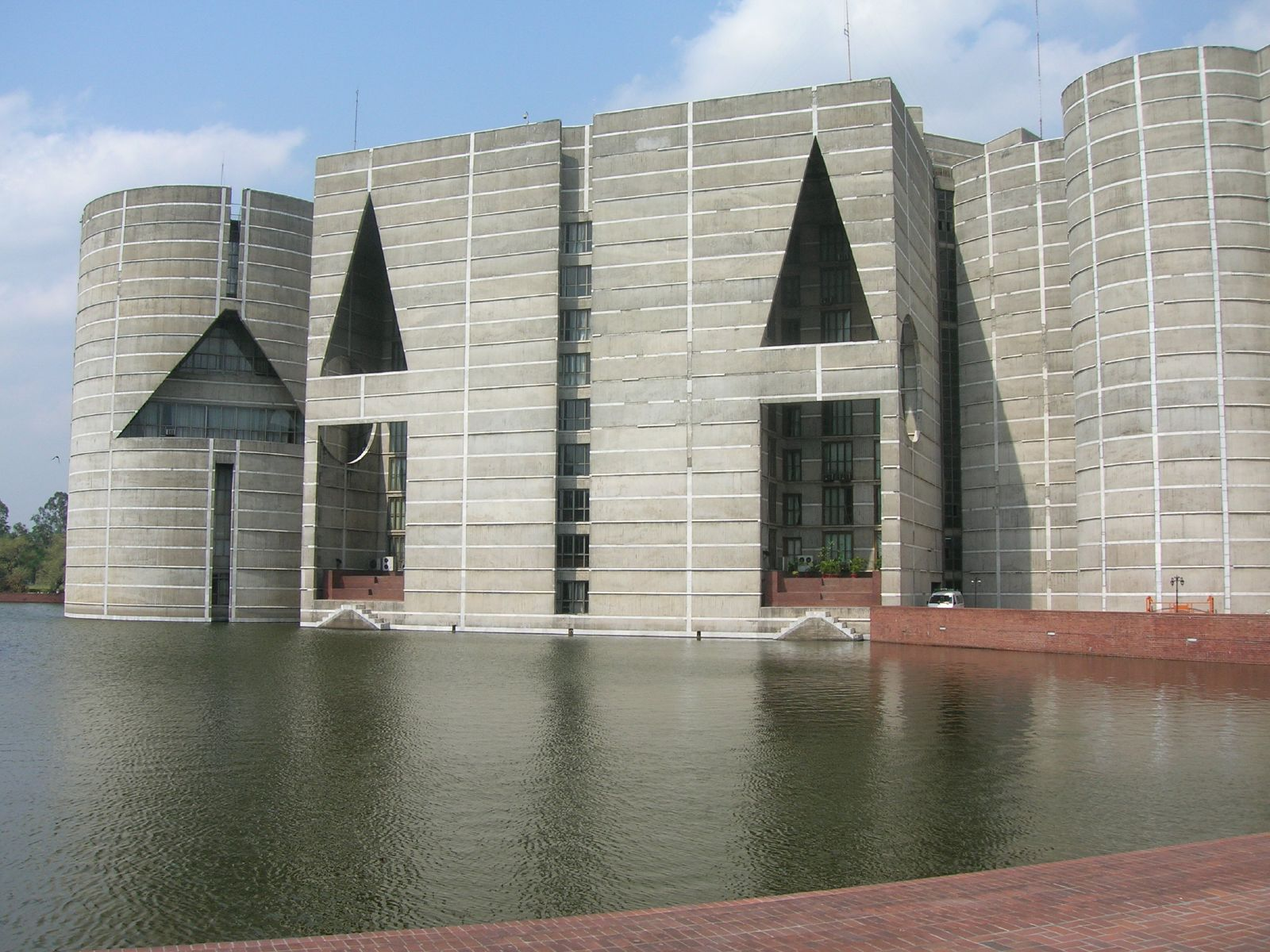
バングラデシュ国会議事堂
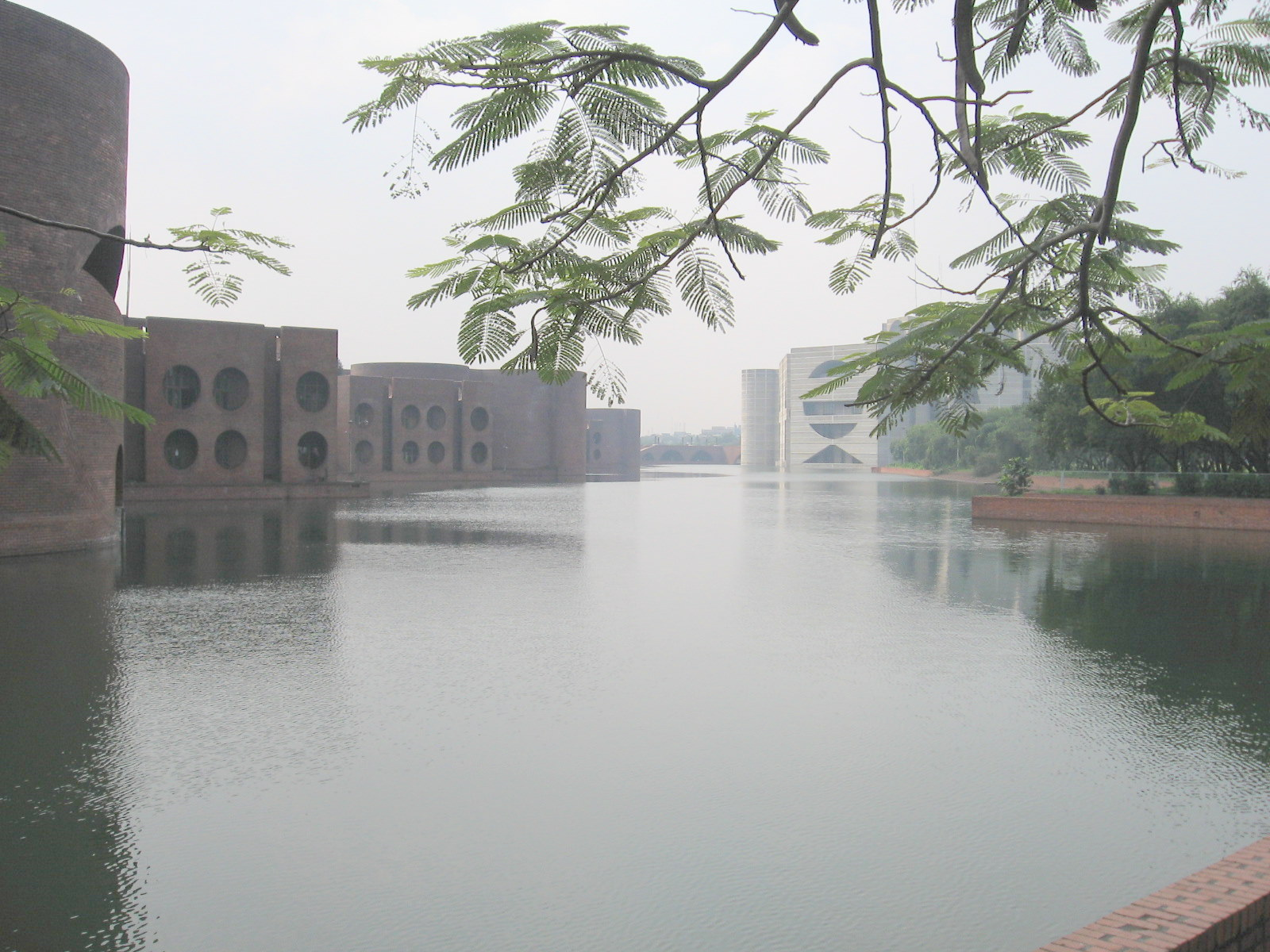
バングラデシュ国会議事堂
インド経営大学
インド経営大学
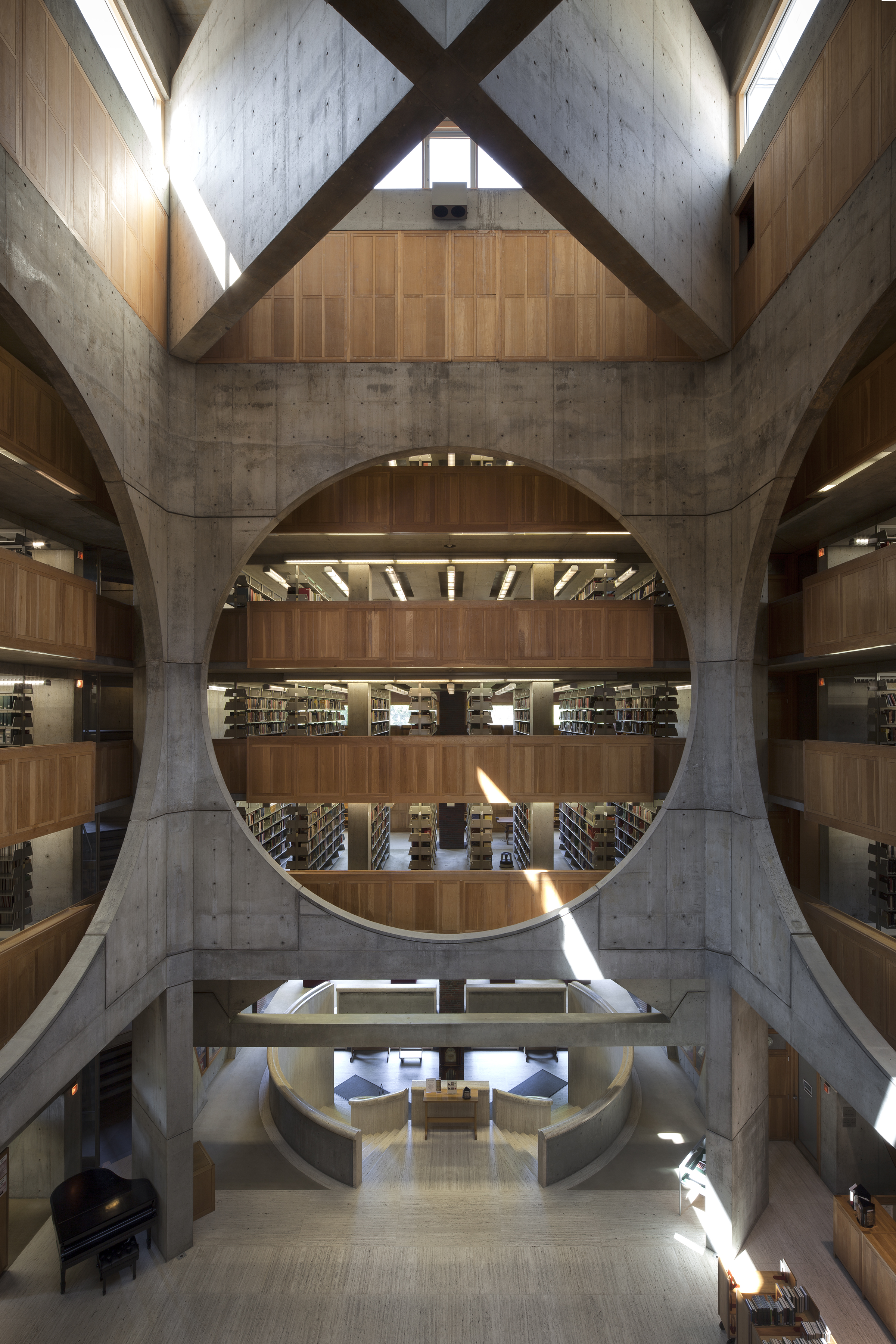
フィリップ・エクセター・アカデミー図書館
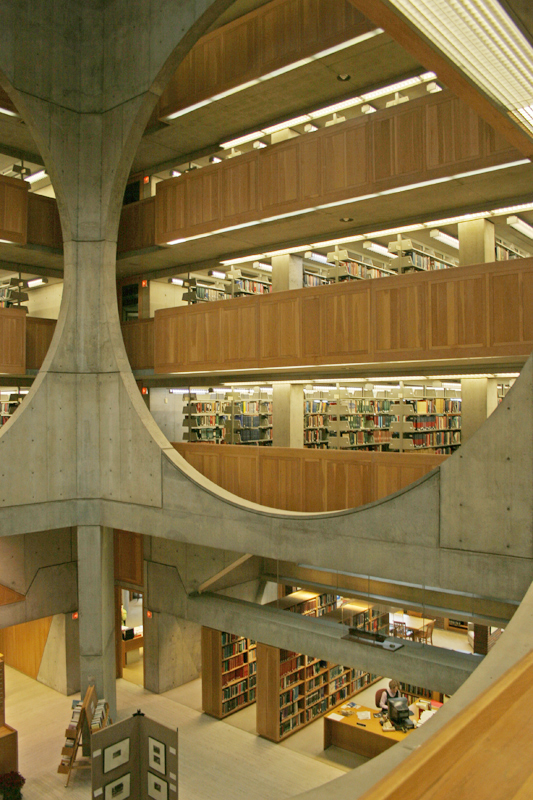
フィリップ・エクスター・アカデミー図書館 内部
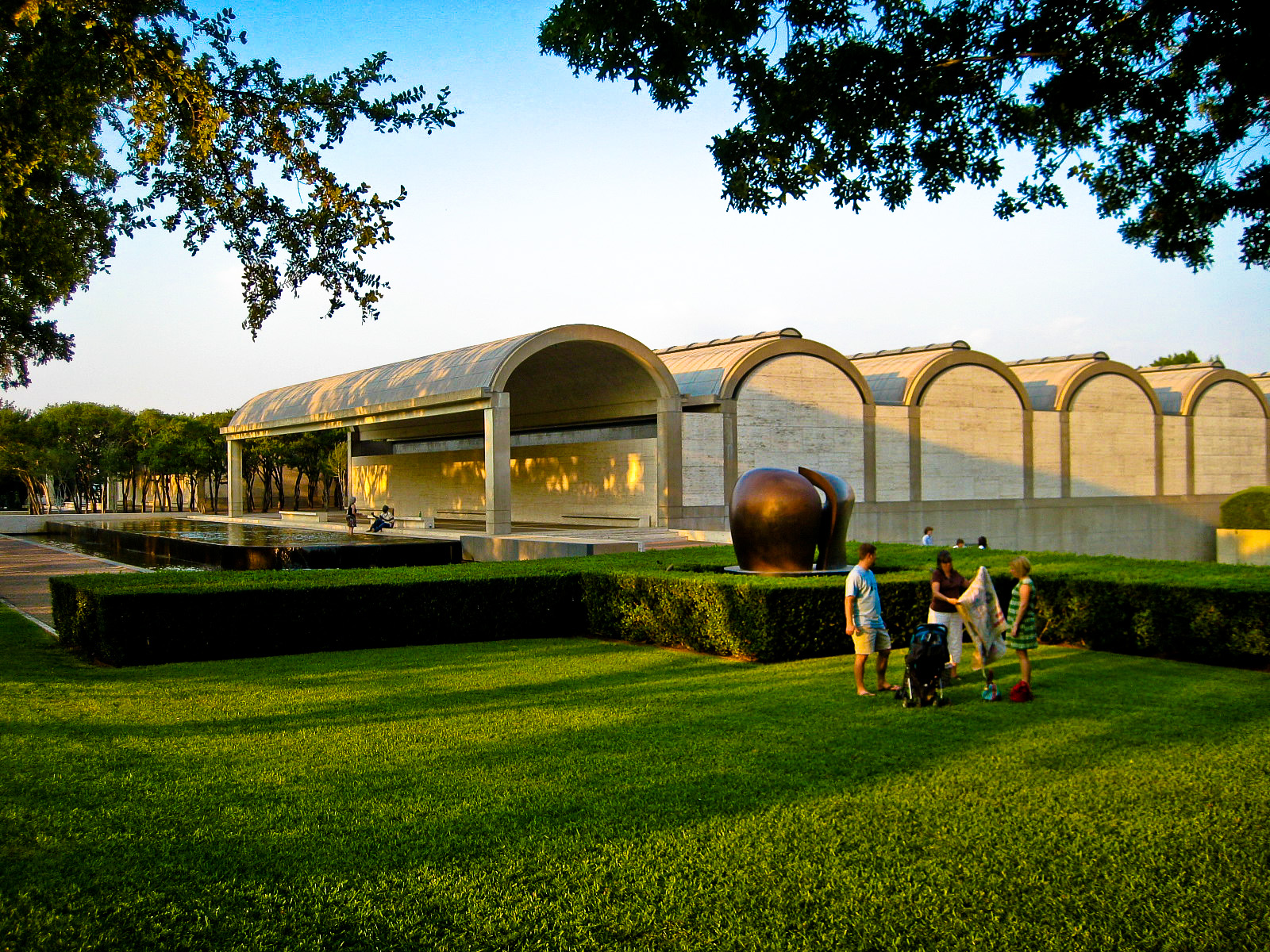
キンベル美術館
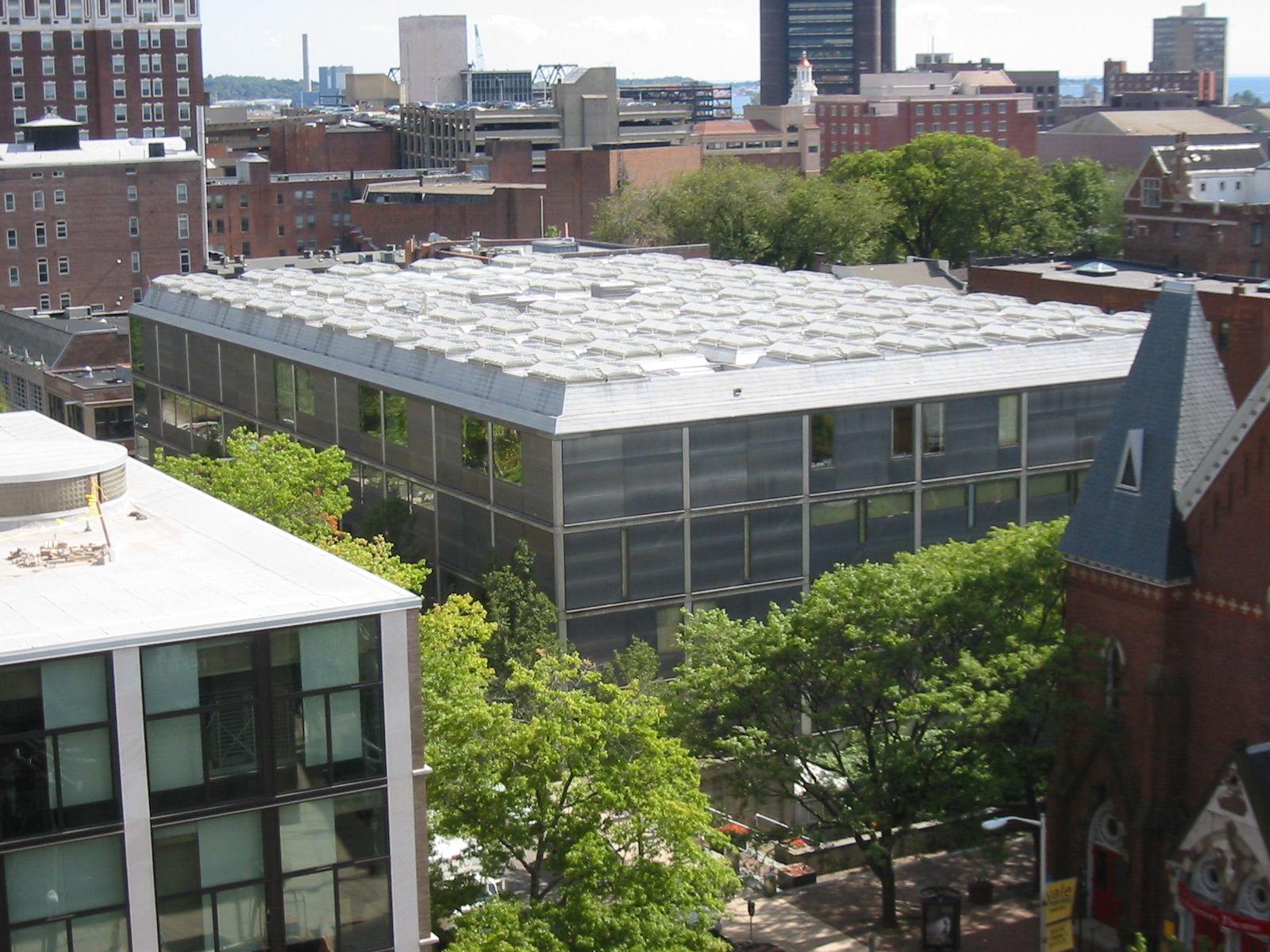
イエール大学英国美術研究センター
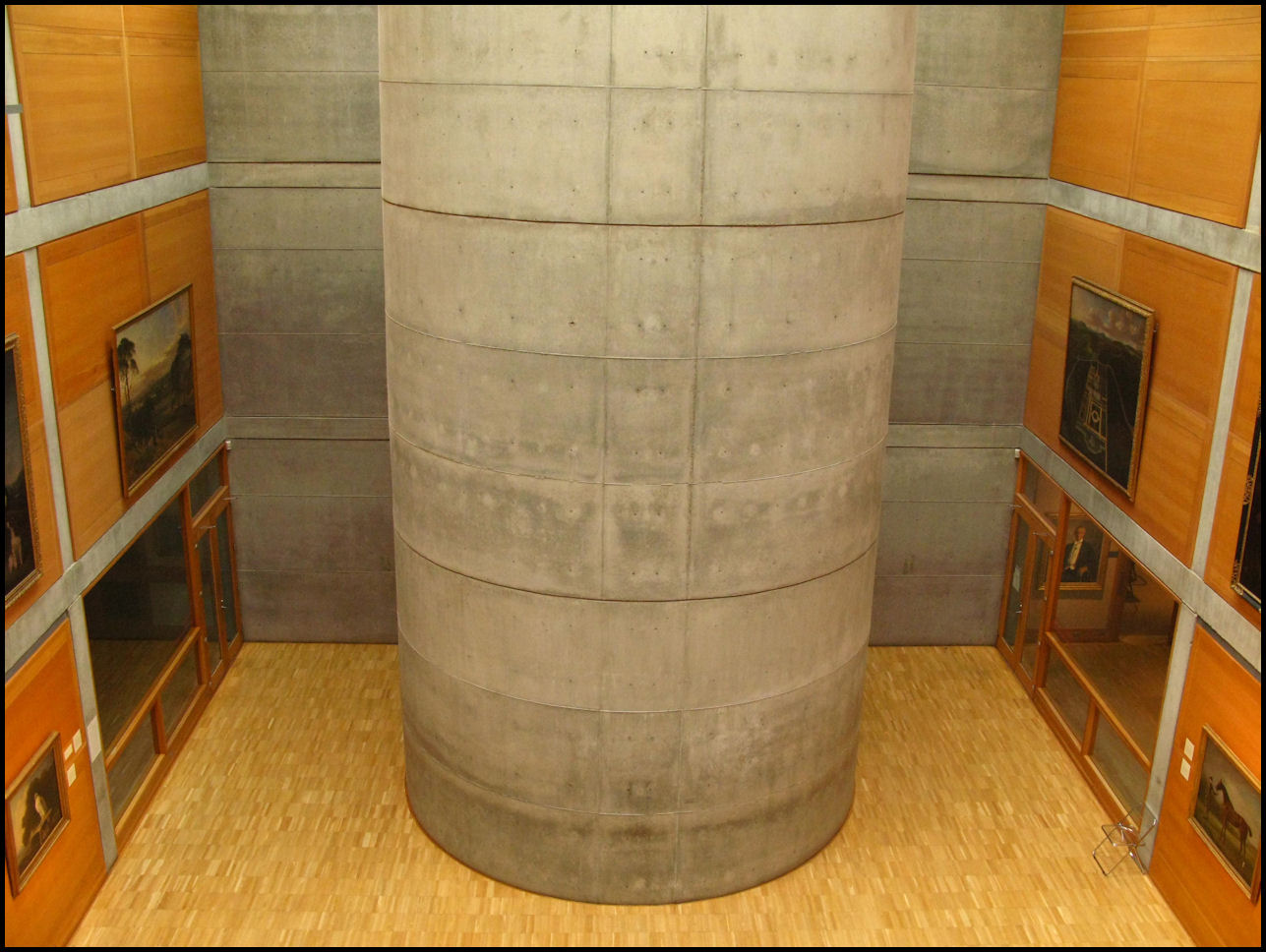
イエール大学英国美術研究センター 内部

## 栄誉
- 1965年 デンマーク建築家協会からメダル。
- 1971年 アメリカ建築家協会・AIAゴールドメダル受賞。
- 1972年 イギリス王立建築家協会・RIBAゴールドメダル受賞。

## 著作
- ルイス・カーン『ルイス・カーン建築論集』前田忠直編訳（SDライブラリー、初版1992年）、鹿島出版会〈改装板 SD選書〉、2008年。ISBN 978-4-306-05248-2。
- ルイス・カーン『建築家の講義 ルイス・カーン』香山壽夫訳、丸善、2007年。ISBN 978-4-621-07803-7。